# Elsaß-Lothringische A 1
Die zwei Dampflokomotiven der Reihe A 1 beschafften die Reichseisenbahnen in Elsaß-Lothringen 1871. Die Schnellzuglokomotiven waren bis 1904 im Einsatz.
Mit der Übernahme des Streckennetzes in Elsaß-Lothringen war der Erwerb von Lokomotiven und Wagen erforderlich, da die Franzosen alle Fahrzeuge abgezogen hatten.
Die beiden in die Reihe A 1 eingeordneten Lokomotiven wurden 1871 von der Lokomotivfabrik Carels Frères im belgischen Gent erworben. 150 baugleiche  Lokomotiven waren für die belgischen Staatsbahnen Chemins de fer de l’État Belge gebaut worden und dort als Reihe 1 klassifiziert. Auch die beiden Maschinen für die Reichseisenbahnen waren ursprünglich für die belgische Bahn vorgesehen und sollten die Nummern 145 und 146 erhalten. Bei den Reichseisenbahnen erhielten die Loks die Nummern 1 und 2 und die Namen PREGEL und WARTHE.
Im Schnellzugverkehr wurden sie nur kurzzeitig eingesetzt. Die Leistungsfähigkeit der Lokomotiven entsprach nicht den Anforderungen. So konnten die Züge nicht in der gewünschten Geschwindigkeit befördert werden. Die Lokomotiven wurden deshalb ab 1872 nur noch im normalen Personenverkehr eingesetzt. Ihre Ausmusterung erfolgte zwischen 1900 und 1904.

## Konstruktive Merkmale
Die Lokomotiven besaßen einen Außenrahmen. Der Dampfdom saß auf dem vorderen Kesselschuss. Sicherheitsventile befanden sich auf dem Dampfdom und dem Stehkessel. Das Zweizylinder-Nassdampftriebwerk war innenliegend. Auch die Steuerung befand sich innerhalb des Rahmens.
Die Federung erfolgte durch über den Achsen auf dem Rahmen liegende Blattfederpakete. Zwischen der Vorlaufachse und der ersten Kuppelachse war ein Ausgleichshebel eingebaut.
Das Führerhaus war geschlossen. Der Schornstein war mit einem schrägen Aufsatz versehen. Der Sanddom befand sich hinter dem Dampfdom und wirkte auf die erste Kuppelachse.